# Liste der Naturschutzgebiete im Landkreis und in der Stadt München
Im Landkreis München und der Stadt München gibt es sieben Naturschutzgebiete. Das größte Naturschutzgebiet ist das 1995 eingerichtete Naturschutzgebiet Mallertshofer Holz mit Heiden.
| Name                                                       | Bild | Kennung                      | Kreis                                                       | Einzelheiten | Position | Fläche Hektar | Datum         |
| ---------------------------------------------------------- | ---- | ---------------------------- | ----------------------------------------------------------- | --- | -------- | ------------- | ------------- |
| Allacher Lohe                                              |      | NSG-00573.01 WDPA: 318087    | München                                                     | | ⊙        | 156,41        | 2000          |
| Kupferbachtal bei Unterlaus                                |      | NSG-00177.01 WDPA: 164300    | Landkreis München, Landkreis Ebersberg, Landkreis Rosenheim | LK München 18,48 ha, LK Ebersberg 2,87 ha, LK Rosenheim 24,12 ha                                                         | ⊙        | 45,47         | 1983          |
| Mallertshofer Holz mit Heiden                              |      | NSG-00501.01 WDPA: 164561    | Landkreis Freising, Landkreis München                       | LK Freising 235,82 ha, LK München 363,79 ha                                                                              | ⊙        | 599,61        | 18. Okt. 1994 |
| Panzerwiese und Hartelholz                                 |      | NSG-00611.01 WDPA: 318931    | München                                                     | umfasst die Panzerwiese und das nördlich daran anschließende Hartelholz im Münchner Stadtbezirk Milbertshofen-Am Hart    | ⊙        | 268,77        | 2002          |
| Schwarzhölzl                                               |      | NSG-00460.01 WDPA: 165514    | München, Landkreis München, Landkreis Dachau                | München 80,49 ha, LK München 26,70 ha, LK Dachau 28,19 ha                                                                | ⊙        | 135,38        | 1994          |
| Südliche Fröttmaninger Heide                               |      | NSG-00750.01 WDPA: 555632900 | München, Landkreis München                                  | Teil der eiszeitlichen Schotterlandschaft im Norden Münchens mit seinen Kalkmagerrasen und lichten Kiefernwaldbeständen. | ⊙        | 347           | 2016          |
| Vogelfreistätte südlich der Fischteiche der Mittleren Isar |      | NSG-00007.01 WDPA: 82806     | Landkreis München                                           | | ⊙        | 8,20          | 1938          |
| Legende für Naturschutzgebiet                              |      |                              |                                                             | |          |               |               |